# Hopak

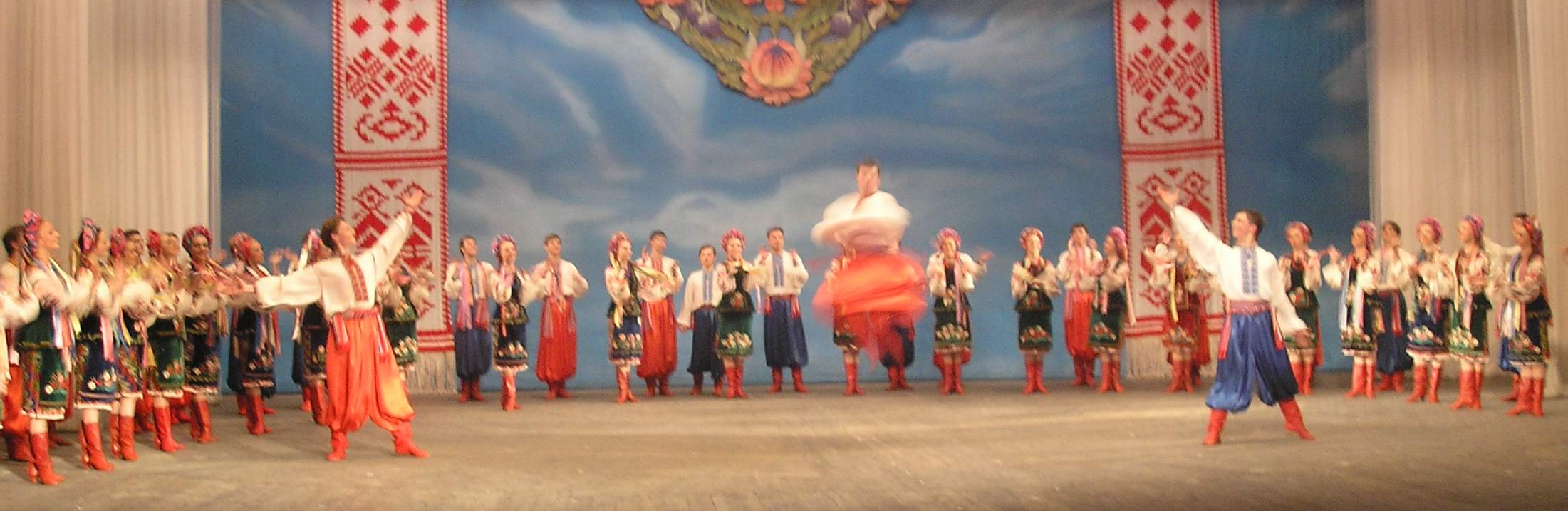

Hopak (em ucraniano, Гопак) é a dança popular da Ucrânia com, marca de tempo 2/4. O nome vem do verbo Hopati - que significa saltar e corresponde a exclamação «Hop!», pronunciada durante a dança. 
Geralmente, é uma dança de homens e contem muitos saltos e acrobacias.
Estilo de Hopak pode ter relação com em treinamentos de cossacos ucranianos antes da batalha. Eles praticam nas batalhas em maneira da dança (movimentos, saltos, plasticidade). 
Dança Hopak tem criado uma arte marcial, que se chama Hopak de combate (em ucraniano, Бойовий Гопак).

## Interpretação de Hopak na arte

### Ópera
- Modest Mussorgsky em «Feria de Sorochintsi»
- Pyotr Ilyich Tchaikovsky em «Mazepa»
- Nikolai Rimsky-Korsakov em «Noche de Mayo»

### Bailados
- Aram Khachaturian em «Gayaneh»
- Vasiliy Soloviev-Sedoy em «Taras Bulba»